# 劉洋 (演員)
劉洋（1983年11月5日—），籍貫北京，漢族，中国大陆女演员，中央戏剧学院2001届表演系本科学历，经纪公司为橙天娱乐。

## 電視劇
- 2004年 《歡天喜地七仙女》饰：大公主红儿
- 2005年 《傲劍江湖》（《把酒问青天》）饰：李承颂
- 2006年 《暴雨梨花》饰：白云菲
- 2006年 《後代》饰:孟晗
- 2006年 《神鬼八陣圖》饰：杨贵妃
- 2006年 《梅花檔案2》 饰：刘白
- 2010年 《天地姻缘七仙女》饰：五公主
- 2012年 《那样芬芳》饰：宋颜
- 2013年 《抹布女也有春天》饰：那洋
- 2019年 《反騙天下》(網絡劇)饰：纽梦

## 電影
- 2007年 《我的高個女友》饰:林英 导演：尹勇
- 2007年 《美女食神》饰：米玉莹 导演：王晶
- 2007年 《神槍手與智多星》飾：迷香  导演：姜國民
- 2008年 《硬汉》饰：小草 导演：丁晟
- 2009年 《大內密探靈靈狗》饰袁若男 导演：王晶
- 2009年 《金錢帝國》饰玫瑰 导演：王晶
- 2010年 《未来警察》飾 小飛
- 2010年 《撕票風雲》饰：小月  导演：姜国民
- 2011年 《財神客棧》饰：玉玲瓏  导演：王晶

## 舞臺劇
- 2005年《圖蘭朵》导演：張藝謀
- 2005年《羅慕路斯大帝》饰：尤利娅（王后）导演：常莉
- 2007年《活著還是死去》 导演:林兆华
- 2009年《都市囧人》饰：玛丽莲 导演：魏晓平
- 2014年《枣树》饰：何晶 导演：黄盈
- 2014年《暴风雪》饰：80后女孩 导演：过士行
- 2015年《青蛙》饰：远行者 导演：林熙越

## 公益广告、活動
- 《生命》
- 《清晨》
- 《清晨》
- 2010年11月《风尚志》主办的“2010中国女性智慧论坛”慈善义卖活动

## 榮譽
- 2000、2001年中國新絲路十佳名模